# Mordellistena fairmairei
Mordellistena fairmairei es una especie de coleóptero de la familia Mordellidae.

## Distribución geográfica
Habita en Madagascar.